# Kaźmirów
Kaźmirów est une localité polonaise de la gmina de Galewice, située dans le powiat de Wieruszów en voïvodie de Łódź.